# سيف أحمد صالح الضالعي
     لشخصية أخرى تحمل اسم سيف الضالعي، طالع سيف الضالعي (توضيح).

سيف أحمد صالح الضالعي (1931 - 1973) سياسي يمني، كان أحد مؤسسي حركة القوميين العرب في اليمن عام 1959م، وأحد مؤسسي تنظيم الجبهة القومية 1963م، ومسئول الشئون الخارجية فيها، وقد شارك في مناهضة الاحتلال البريطاني حتى تحقق الاستقلال عام 1967م، وبعد الانقلاب الذي قام به الرئيس سالم ربيع على الرئيس قحطان الشعبي اعتقل الضالعي لمدة خمسة أشهر، وفصل من قيادة الجبهة القومية، ومن كلِّ مناصبه.

## مناصب
شغل عددًا من المناصب الحكومية حتى عام 1964م، ثم تعيّن وزيرًا للخارجية عام 1967م، ثم وزيرًا للمالية عام 1969م، وكان يقوم بأعمال نائب رئيس الجمهورية أثناء غياب الرئيس قحطان محمد الشعبي، وفي عام 1972م تعيّن سفيرًا في ديوان وزارة الخارجية، ثم سفيرًا في العراق في العام التالي.

## مقتله
قتل في 30 أبريل 1973م في حادث إسقاط الطائرة المعروفة بـ «طائرة الموت» مع عدد من الدبلوماسيين المحسوبين على الرئيس قحطان الشعبي، بعد مؤتمر الدبلوماسيين الذي عقد في مدينة عدن، وكانت الطائرة متوجهة من مدينة عدن إلى حضرموت، فانفجرت في أجواء محافظة شبوة.